# Marius Chocque

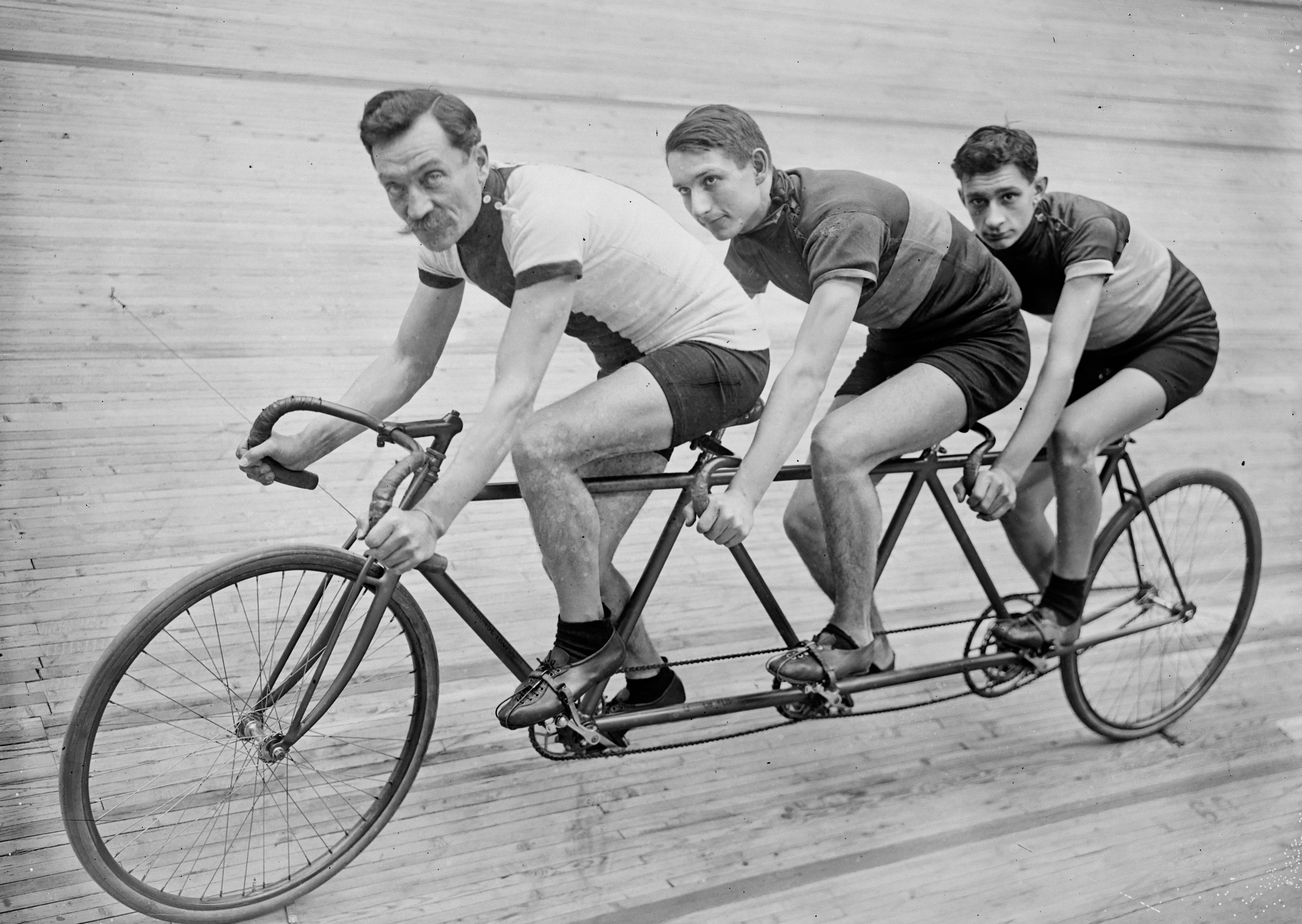
Triplette Marius Chocque-Comboudoux-Paul Chocque, 1927

Marius Chocque (né le 26 novembre 1878 dans le 17e arrondissement de Paris  et mort le 21 février 1947 à Viroflay,, est un coureur cycliste français. Il est le père de Paul et Georges Chocque, également coureurs cyclistes.

## Biographie
Son père s'oppose formellement à ce qu'il soit coureur cycliste. Il veut faire de son fils un littéraire. Il passe outre et Marcel Berthet, Maurice Brocco, sont ses premiers grands rivaux. Il sort des Arts et Métiers d'Angers, à dix-huit ans. Il effectue son service militaire au 5e régiment du génie. Il court sur route, et puis sur piste, en vitesse, en américaines, en tandem et en triplette. Il gagne Paris-Troyes 1910, une édition de Paris-Evreux, il finit second d'un Paris-Calais et d'une étape d'un Paris-Bruxelles amateurs, il remporte un Bol d'Or des amateurs, il est champion de Paris, champion de la Seine et champion de France de vitesse des amateurs. Il établit des records à tandem avec Maurice Évrard, avec Honoré Barthélémy, et à quarante-huit ans il fait renaître la triplette, parvenant à couvrir près de cinquante kilomètres dans l'heure avec deux jeunes : René Comboudoux et son fils Paul Chocque, inséparables compagnons du Grelot Parisien, parcourant 48 km. 305 à Buffalo,,. À cinquante ans, il a fait ses adieux au public parisien en gagnant, pour la dernière fois, une course de triplettes.
Il préside le Vélo Club de Levallois pendant 10 ans entre 1923 et 1933. Il anime les sorties cyclistes du PUC dans les années 1930. En 1935, il fonde et préside le Vélo Club des Vétérans.
En 1938, à 60 ans, il parcourt 222 km en triplette du Havre à Paris avec Paul Guignard et Marcel Brébion,.

## Palmarès
- 1907
  - 3e de Paris-Caen
- 1908
  - 3e du Grand Prix de Clichy
- 1909
  - Paris-Évreux
  - 2e du Grand Prix Valor
  - 3e de Paris-Calais
- 1910
  -  Champion de France sur route amateurs
  - Paris-Troyes
  - 2e de Paris-Sens
  - 2e de Paris-Bernay
- 1912
  -  Champion de France sur piste amateurs
- 1913
  - Champion de Paris
  - Champion de la Seine
  - Bol d'Or amateurs
- 1920
  - 3e de Paris-Évreux

## Décoration
- Médaille d'honneur de l'éducation physique[15]